# Iso-enzymen
Iso-enzymen zijn enzymen die een andere aminozuurvolgorde hebben dan reguliere enzymen, maar wel dezelfde biochemische functie hebben. Deze enzymen verschillen meestal van kinetische parameters (m.a.w. KM waardes of VMax), of verschillende regulerende eigenschappen. Een iso-enzym ontstaat meestal door een mutatie in het originele gen. Een voorbeeld van een iso-enzym is melkzuurdehydrogenase (LDH), dat een tetrameer is bestaande uit een combinatie van twee verschillende monomeren. Een ander voorbeeld van een iso-enzym is glucokinase, een variant van hexokinase die niet wordt geremd door glucose-6-fosfaat.